# Зеп (Північна Дакота)
Зеп (англ. Zap) — місто (англ. city) в США, в окрузі Мерсер штату Північна Дакота. Населення — 221 особа (2020).

## Географія
Зеп розташований за координатами 47°17′6″ пн. ш. 101°55′25″ зх. д. / 47.28500° пн. ш. 101.92361° зх. д. (47.285093, -101.923718).  За даними Бюро перепису населення США в 2010 році місто мало площу 2,71 км², з яких 2,71 км² — суходіл та 0,01 км² — водойми.

### Клімат
| Клімат : Зеп          | Клімат : Зеп | Клімат : Зеп | Клімат : Зеп | Клімат : Зеп | Клімат : Зеп | Клімат : Зеп | Клімат : Зеп | Клімат : Зеп | Клімат : Зеп | Клімат : Зеп | Клімат : Зеп | Клімат : Зеп | Клімат : Зеп |
| Показник              | Січ.         | Лют.         | Бер.         | Квіт.        | Трав.        | Черв.        | Лип.         | Серп.        | Вер.         | Жовт.        | Лист.        | Груд.        | Рік          |
| Середній максимум, °C | −6,9         | −6,1         | 2,5          | 11,6         | 18,1         | 23,3         | 28,4         | 27,1         | 21,4         | 13,1         | 6,8          | −6,3         | 11,2         |
| Середній мінімум, °C  | −19,8        | −17,2        | −9,6         | −1,1         | 3,0          | 9,4          | 13,4         | 10,4         | 5,5          | −2,4         | −6,7         | −18,2        | −2,7         |
| Норма опадів, мм      | 10           | 10           | 15           | 28           | 51           | 84           | 61           | 46           | 28           | 28           | 13           | 10           | 384          |
| --------------------- | ------------ | ------------ | ------------ | ------------ | ------------ | ------------ | ------------ | ------------ | ------------ | ------------ | ------------ | ------------ | ------------ |
| Джерело: Weatherbase  |              |              |              |              |              |              |              |              |              |              |              |              |              |

## Демографія
Згідно з переписом 2010 року, у місті мешкало 237 осіб у 109 домогосподарствах у складі 70 родин. Густота населення становила 87 осіб/км².  Було 135 помешкань (50/км²).
Расовий склад населення:
| - 91,6 % — білих - 3,0 % — корінних американців - 1,3 % — азіатів |

До двох чи більше рас належало 4,2 %. Частка іспаномовних становила 0,4 % від усіх жителів.
За віковим діапазоном населення розподілялося таким чином: 17,7 % — особи молодші 18 років, 66,3 % — особи у віці 18—64 років, 16,0 % — особи у віці 65 років та старші. Медіана віку мешканця становила 49,1 року. На 100 осіб жіночої статі у місті припадало 117,4 чоловіків;  на 100 жінок у віці від 18 років та старших — 114,3 чоловіків також старших 18 років.
Середній дохід на одне домашнє господарство  становив 53 058 доларів США (медіана — 41 250), а середній дохід на одну сім'ю — 58 855 доларів (медіана — 54 688). За межею бідності перебувало 12,9 % осіб, у тому числі 24,3 % дітей у віці до 18 років та 1,6 % осіб у віці 65 років та старших.
Цивільне працевлаштоване населення становило 95 осіб. Основні галузі зайнятості: роздрібна торгівля — 26,3 %, транспорт — 18,9 %, будівництво — 17,9 %.